# قشلاق سيدلر مير غلام (مقاطعة بيله سوار)
قشلاق سیدلر میر غلام (بالفارسية: قشلاق سیدلرمیرغلام) هي منطقة سكنية تقع في إيران في أردبيل.